# Grimpereau des bois
Vous lisez un « article de qualité » labellisé en 2009.
Certhia familiaris
Espèce
Statut de conservation UICN

 LC  : Préoccupation mineure
Le Grimpereau des bois (Certhia familiaris), aussi appelé Grimpereau familier, est une espèce de passereaux de la famille des Certhiidae. Il est physiquement semblable à d'autres grimpereaux, avec un bec recourbé, les parties supérieures brunes, comportant des motifs plus clairs, les parties inférieures blanchâtres, et une queue constituée de longues plumes raides, qui l'aident à grimper aux troncs d'arbre. Le meilleur moyen de le distinguer du Grimpereau des jardins (Certhia brachydactyla), avec lequel il partage une grande partie de sa répartition européenne, reste son chant.
Plus d'une vingtaine de sous-espèces ont été nommées pour cette espèce, bien que leur validité soit plus ou moins discutée à l'heure actuelle. Elles sont réparties dans différentes zones de son aire de distribution en Eurasie tempérée. Cet oiseau est plutôt sédentaire, et vit dans toutes sortes de régions boisées, mais là où il partage son habitat avec le Grimpereau des jardins, en Europe occidentale, on le trouve plus facilement dans les forêts de conifères ou à des altitudes plus élevées. Il niche dans les trous d'arbre ou derrière une écorce soulevée, dans les résineux ou les vieux arbres, qui lui fournissent des emplacements pour son nid. La femelle pond généralement cinq ou six œufs blancs, tachetés de rouge, mais les œufs et les poussins sont vulnérables face aux pics et à divers mammifères, dont les écureuils.
Le Grimpereau des bois est insectivore et monte vers le haut des troncs comme une souris, pour chercher les invertébrés qu'il trouve dans les fissures de l'écorce avec son fin bec incurvé. Il vole alors à la base d'un autre arbre avec un vol erratique caractéristique. Cet oiseau peu sociable est solitaire en dehors de la saison nuptiale, mais peut rester en groupes par les temps les plus froids. L'espèce n'est pas menacée mais est sensible à la qualité de son habitat, et sert ainsi notamment d'indicateur biologique du morcellement des forêts.

## Description

### Dimensions

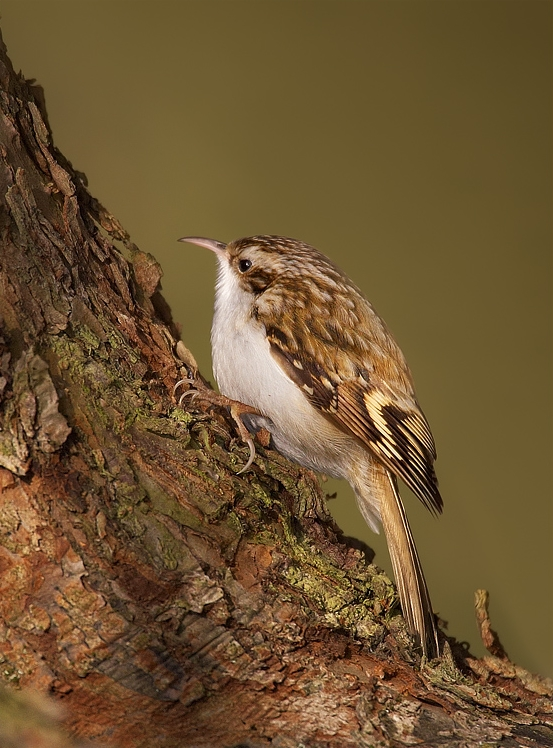
Un Grimpereau des bois grimpant le long d'un arbre, appuyé sur sa queue.

C'est un petit oiseau, mesurant 12,5 cm de long, du bec à la queue, pour une envergure allant de 17,5 à 21 cm et un poids compris entre 7 et 13 g. La queue mesure jusqu'à 6,5 cm. Le bec, d'une taille de 1,1 à 1,4 cm, est long comparativement à la taille de l'oiseau.

### Morphologie et plumage

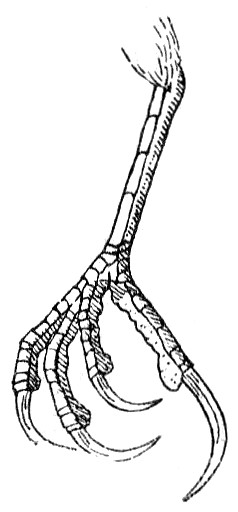
Détail de la patte : les longs doigts assurent une bonne tenue le long des troncs.

D'aspect similaire, tous les grimpereaux sont reconnaissables à leur long bec incurvé vers le bas, adapté à leur mode d'alimentation, et aux longues et rigides rectrices, les plumes de leur queue, leur fournissant un appui lorsqu'ils grimpent aux troncs d'arbre à la recherche d'insectes. Également comme les autres grimpereaux, le Grimpereau des bois ne présente pas de dimorphisme sexuel apparent, mâle et femelle ayant un plumage discret, avec les parties supérieures brunes, striées et tachetées de blanc, de noir et de brun foncé, le croupion roux et les parties inférieures blanchâtres. Lorsqu'il vole, on peut alors voir sa barre alaire fauve clair.
Le sourcil est blanc, large et bien marqué, au-dessus de l'œil à l'iris brun. La queue est brune, nuancée de roux, et plate. Le bec est aussi haut que large à sa base, avec la mandibule supérieure sombre, l'inférieure claire et foncée en son bout. Les pattes sont larges pour pouvoir grimper aux troncs, avec de longs doigts effilés, dont les deux antérieurs sont légèrement soudés à leur base.
Le jeune ressemble aux adultes, mais son bec est plus court et moins courbé, et les parties inférieures sont d'un blanc plus sale. Chez le juvénile, les flancs peuvent également être légèrement striés.

### Espèces similaires et évolution
Le Grimpereau des bois est souvent confondu avec une espèce très voisine, le Grimpereau des jardins (Certhia brachydactyla), d'aspect très semblable. Il s'en différencie cependant à son bec plus court, et à son sourcil et ses parties inférieures plus blancs. De plus fins détails peuvent aider à les distinguer, comme le doigt postérieur, plus long chez familiaris, ou encore le bout de la mandibule foncé, alors qu'il est aussi clair que le reste chez brachydactyla. Même l'identification visuelle avec l'oiseau dans la main peut rester difficile pour des individus peu caractérisés. C'est donc à la voix que les deux espèces se reconnaissent le mieux, le Grimpereau des jardins ayant un chant aux notes régulièrement espacées, très différent du chant du Grimpereau des bois, constitué de trilles et d'accélérations (voir le paragraphe Chant). Cependant, les deux espèces sont également connues pour s'imiter l'une l'autre.
Le grimpereau des bois et le grimpereau des jardins sont issus d'un ancêtre commun, au terme d'un processus de spéciation. Au Quaternaire, la population de cet ancêtre a été séparée en deux groupes lors d'une glaciation, qui ont donné les deux espèces actuelles. Leur aire de répartition est aujourd'hui partagée, mais l'hybridation n'est plus possible, les deux taxons ayant perdu l'interfécondité originelle.
Le Grimpereau brun (Certhia americana), nord-américain, ressemble aux grimpereaux européens. Cette espèce n'a cependant jamais été enregistrée en Europe, mais si un individu s'y trouvait à l'automne, il serait difficile à identifier, puisqu'il ne chanterait pas et que son appel est presque identique à celui du Grimpereau des bois. Même s'il ressemble physiquement davantage au Grimpereau des jardins, un Grimpereau brun resterait difficile à identifier avec certitude étant donné les fortes ressemblances entre ces trois espèces.

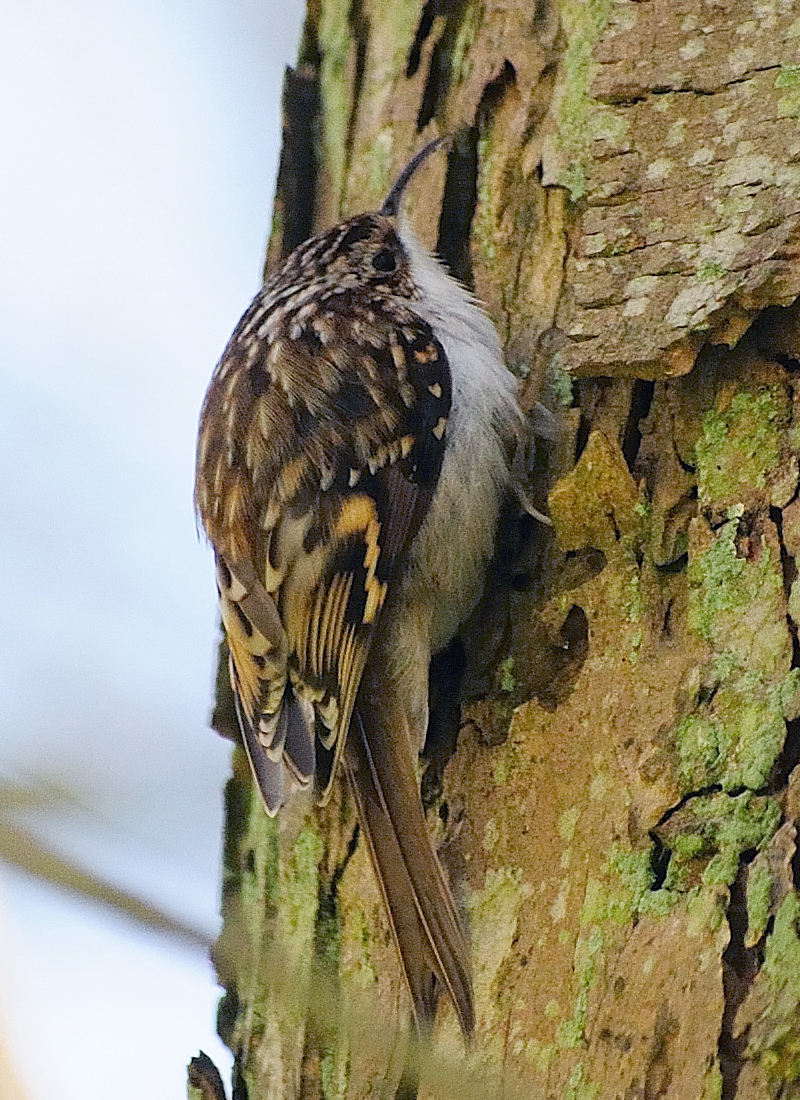
Grimpereau des bois (C. familiaris)
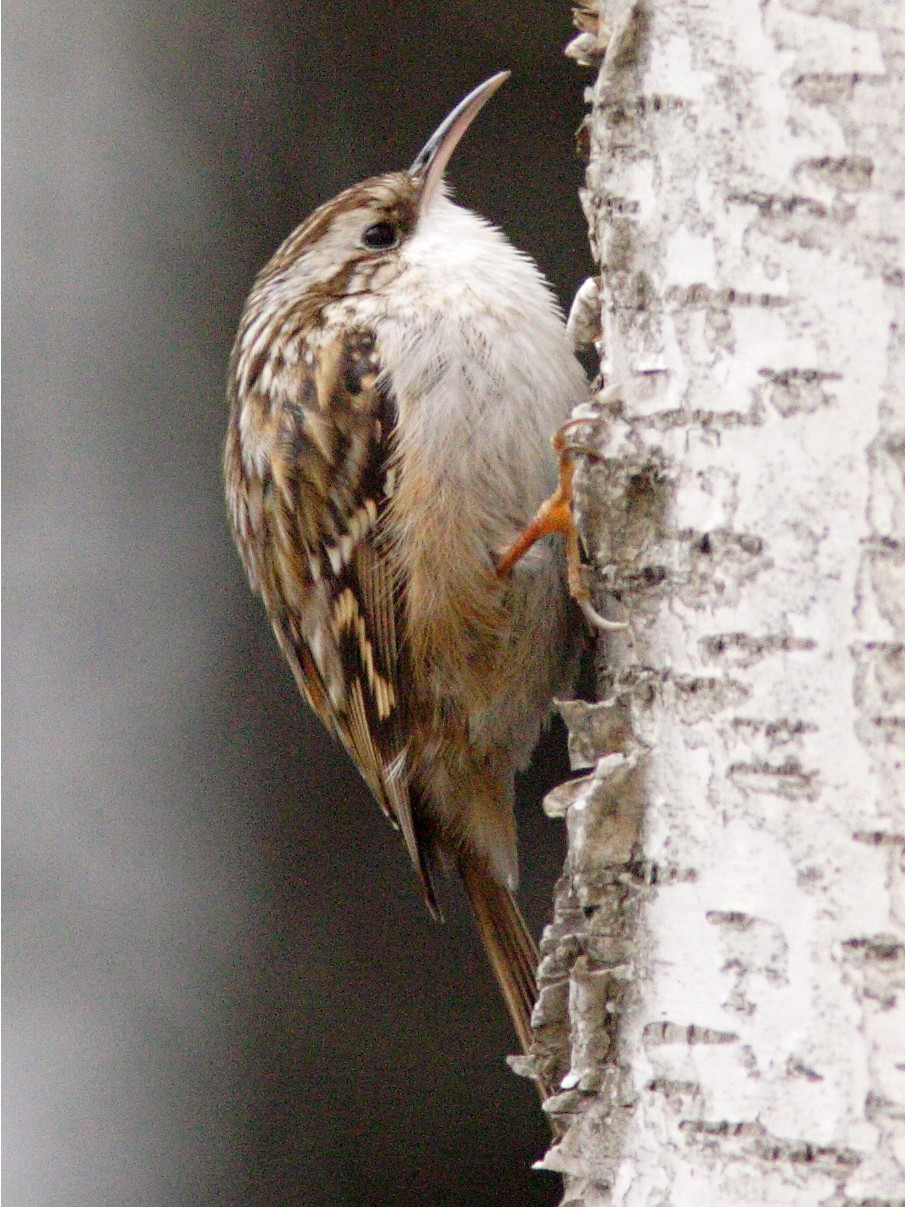
Grimpereau des jardins (C. brachydactyla)
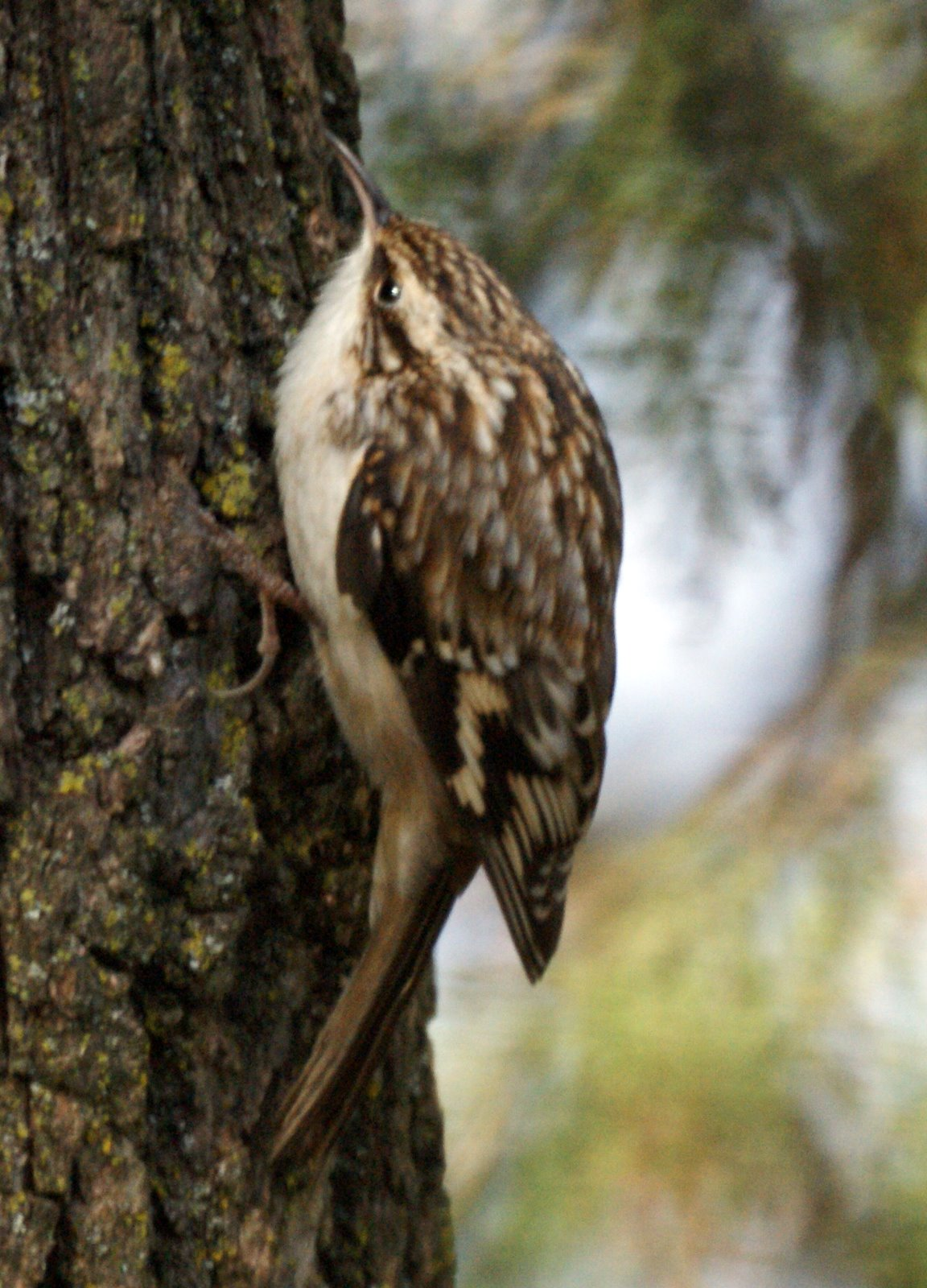
Grimpereau brun (C. americana)

## Écologie et comportement

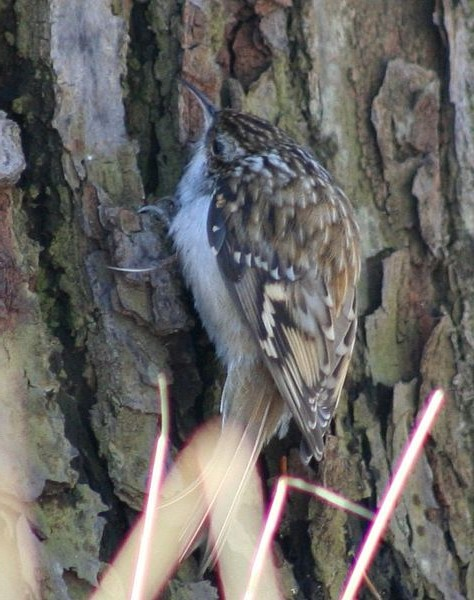
Spécimen d'Europe centrale, cherchant sa nourriture sur un tronc.

### Alimentation

#### Régime alimentaire
Il est principalement insectivore, attrapant insectes, cloportes, araignées, larves, chrysalides et œufs. Il peut trouver de quoi se nourrir sur un même territoire en toute saison, sa petite taille limitant ses besoins, et sa méthode de prospection limitant la concurrence. Cet avantage lui permet de rester sédentaire dans certaines aires de sa répartition. Il peut cependant également ajouter quelques graines de conifères à son régime lors des mois plus froids.

#### Méthode de prospection
Le Grimpereau familier trouve sa nourriture dans les fissures d'écorce des arbres. Il commence à fouiller depuis la base du tronc, puis remonte en décrivant une spirale,. Il se sert de sa queue rigide comme appui, et de son bec fin et recourbé pour pénétrer dans les fentes les plus étroites et y dénicher ses proies.
Contrairement aux sittelles, il ne descend pas tête en bas : une fois arrivé au sommet au niveau des premières branches, il vole simplement au bas d'un arbre voisin et se remet à l'œuvre. Il cherche également de temps en temps ses proies sur des murs, au sol ou dans les aiguilles de conifères et autres débris végétaux, et peut également attraper quelques proies en vol.
Selon certaines estimations, ce petit oiseau pourrait visiter 250 à 300 arbres en une seule journée, grimpant donc sur deux à trois kilomètres de troncs et de branches.

#### Association et concurrence
La femelle inspecte principalement les parties supérieures des troncs, alors que le mâle fouille plutôt sur les parties inférieures. Une étude menée en Finlande a constaté que si un mâle disparaissait, la femelle esseulée se mettra à chercher au bas des troncs, passera moins de temps sur chaque arbre et sa prospection sera plus courte qu'une femelle appariée.
Durant l'hiver, ils se nourrissent parfois en volées mixtes d’alimentation, c'est-à-dire en compagnie d'individus appartenant à d'autres espèces, mais ils ne semblent pas partager les ressources qu'ils trouvent en accompagnant les mésanges ou les Roitelets huppés (Regulus regulus), et tirent simplement bénéfice de la vigilance accrue d'une bande.
Les fourmis rousses partagent le même habitat que le Grimpereau des bois, et se nourrissent également d'invertébrés, sur les troncs d'arbre. Les chercheurs finlandais ont constaté que là où les fourmis avaient prospecté, il y avait moins d'arthropodes, et que les grimpereaux masculins ont passé moins de temps sur les troncs d'épicéas visités par les fourmis.

### Chant
Pour un article plus général, voir Vocalisation des oiseaux.
Ce Grimpereau chante de février à juin.
Le cri de contact est très doux, fin et aigu, en ssrrî, mais l'appel le plus distinctif est un tsree profond, parfois répété comme une série de notes. Le chant du mâle commence par srrih, srrih, suivi alternativement de quelques notes gazouillantes, d'une plus longue ondulation en décrescendo, et d'un sifflement, tombant puis remontant, traduit en ti-t-ti-teu-toî-tititirrrrr…tui.
Le chant peut faire penser à celui du Troglodyte mignon (Nannus troglodytes) et aux trilles de la Mésange bleue (Cyanistes caeruleus). Le Grimpereau des bois peut également imiter le Grimpereau des jardins.

### Comportement et habitudes de vie
C'est un oiseau discret, au plumage à la coloration cryptique et au cri d'appel calme. Il est facilement remarquable lorsqu'il saute à cloche-pied, grimpant vers le haut d'un tronc vertical, progressant par petits bonds et utilisant sa queue raide et ses pattes aux longs doigts effilés pour se soutenir. Néanmoins, il est peu farouche, et en grande partie indifférent à la présence humaine.
Il a un vol erratique et ondulatoire distinctif, alternant les battements d'ailes semblables à ceux d'un papillon avec des glissades et des chutes. Les individus migrants peuvent voler de jour comme de nuit, mais l'ampleur des déplacements n'est pas mesurable, car brouillée par les populations sédentaires.
Ce sont des oiseaux peu sociables, souvent solitaires en dehors de la période de reproduction. Par temps froid, ils peuvent toutefois se regrouper en dortoirs d'une douzaine d'individus voire plus, se perchant ensemble dans une crevasse abritée, souvent près d'un lieu riche en nourriture.

### Reproduction

#### Nidification

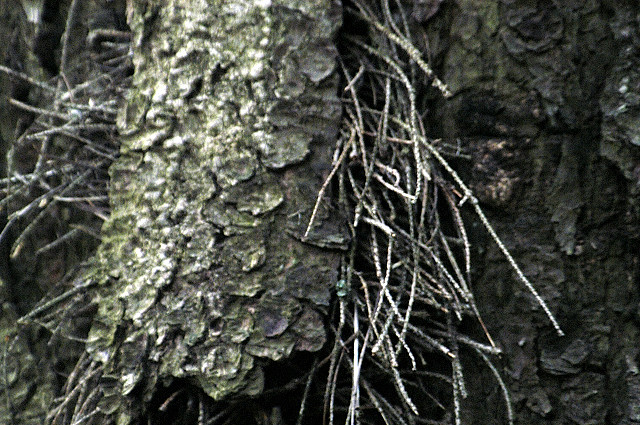
Nid de Grimpereau des bois sous une écorce, décollée par le bas.

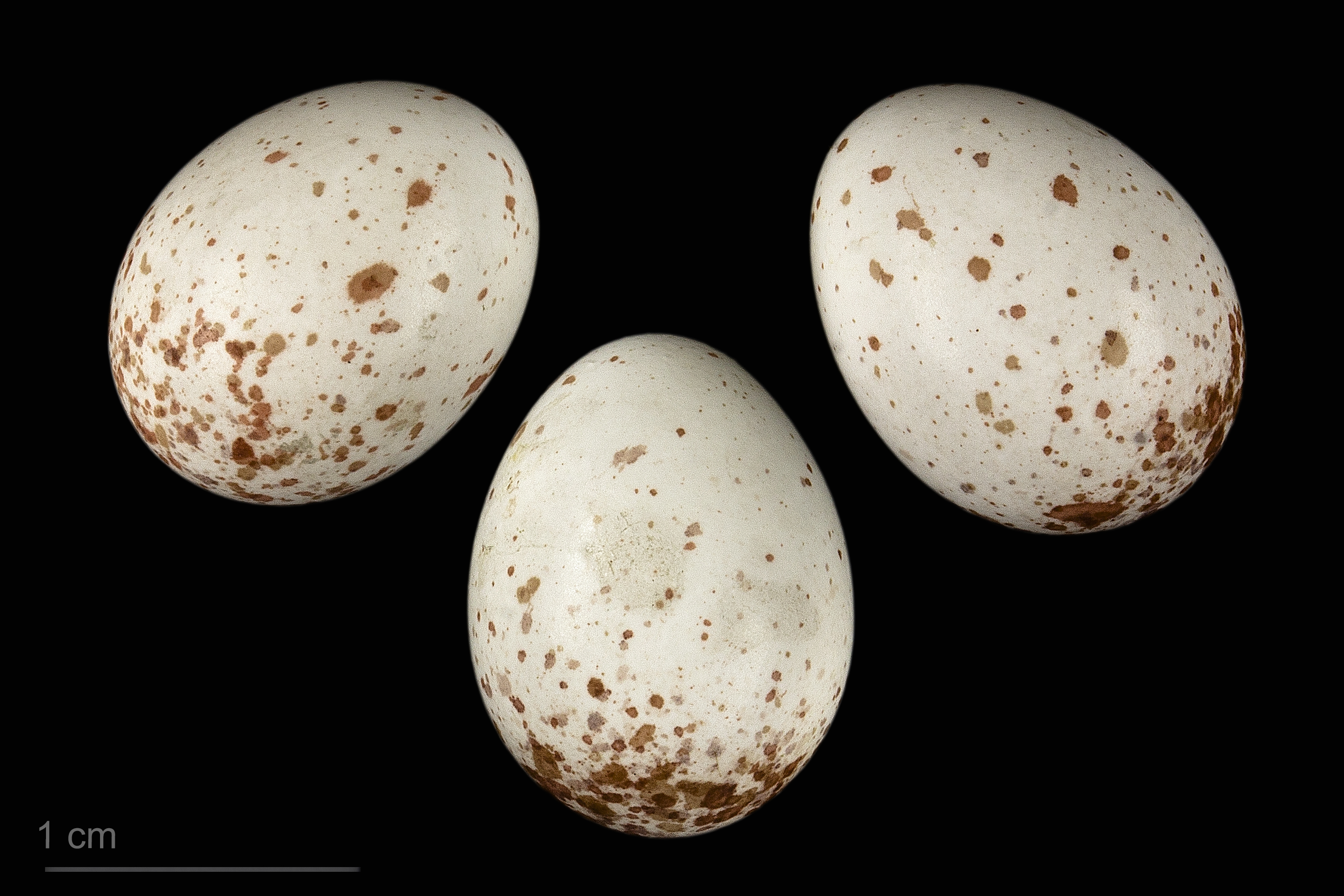
Œufs de Certhia familiaris macrodactyla - Muséum de Toulouse

À la mi-avril, la femelle du Grimpereau des bois construit son nid derrière une écorce détachée, dans une cavité telle un trou dans un arbre, dans la fente d'une souche, ou même dans le trou d'un mur, ou encore dans des nichoirs, notamment dans les bois de conifères. Le nid à deux entrées est constitué de brindilles, d'aiguilles de pin, d'herbe ou d'écorce, et le fond est tapissé de poils et de plumes, de lichen, de mousse ou même de toiles d'araignées. Cet oiseau apprécie tout particulièrement les conifères, mais aussi les vieux arbres, qui présentent davantage de fissures dans l'écorce ou des décollements de celle-ci, ainsi que de plus nombreuses cavités.
En Europe, la femelle pond en mai-juin cinq à huit œufs, généralement cinq ou six, mais au Japon la ponte a plutôt lieu de mai à juillet, ne comprenant que trois à cinq œufs. Ces œufs sont ovales, blancs tachetés de rouge-brun ou de gris, de manière plus dense en allant vers le bout le plus arrondi,. Leur taille a pour valeurs extrêmes : 14,0-16,7 mm × 11,0-13,0 mm, pour un poids de 1,2 g, dont 6 % de coquille.

#### Répartition des sexes
D'après des observations de biologistes finlandais, la répartition des sexes semble être influencée par certains facteurs environnementaux. Ce phénomène serait expliqué par la plus grande taille des mâles, plus difficiles à nourrir, et accusant alors un taux de mortalité deux fois supérieur à celui des femelles. La proportion de jeunes mâles serait directement reliée à l'abondance de nourriture, et donc au type d'habitat. En effet, les araignées, nourriture importante chez le grimpereau, sont par exemple de 38 % plus concentrées sur les troncs lisses que sur des troncs de conifères. Dans ce genre de biotopes, la fréquence de nourrissage est également plus faible, et les couvées produisent davantage de femelles que de mâles. En revanche, les nichées sur des territoires couverts d'arbres à feuilles caduques ou de forêts mêlées ont tendance à produire des mâles en plus grand nombre.

#### Élevage des jeunes
La femelle couve les œufs seule, durant 13 à 15 jours. Les petits sont nidicoles, et sont donc nourris par leurs parents, d'insectes, de larves et d'araignées. Ils quitteront le nid à l'âge de 15 ou 16 jours, errant à proximité, mais la femelle continuera à les nourrir le temps qu'ils s'emplument. Durant cette période, ils reviendront passer quelques nuits dans leur nid d'origine.
Une fois l'élevage des jeunes terminé, les parents pourront avoir une seconde couvée, généralement en juin, ce comportement ne s'observant que dans 20 % des couples, généralement dans le sud et dans l'ouest de la distribution. Les jeunes sont matures au bout d'un an, et commenceront donc à se reproduire dès l'année suivant leur naissance.

#### Prédation sur la couvée
Parmi les prédateurs des œufs et des jeunes, on compte des oiseaux tels que le Pic épeiche (Dendrocopos major) ou certains rapaces (Éperviers, Chouettes hulottes), ainsi que des mammifères comme l'Écureuil roux (Sciurus vulgaris) ou de petits mustélidés. Le taux de réussite des couvées n'est pas connu avec précision, mais il se pourrait que seule la moitié des couvées aboutissent à l'envol des jeunes.
Cette prédation est environ trois fois plus forte dans les secteurs morcelés que dans les secteurs boisés compacts : respectivement 12,0 % et 32,4 % des couvées sont importunées par les prédateurs. Le taux de prédation est d'autant plus fort que le nid est installé près d'une lisière de forêt, et augmente avec la présence de terrains agricoles à proximité, dans les deux cas probablement en raison d'une plus grande prédation par les mustélidés, alors plus nombreux.

### Santé
L'espèce peut être parasitée par le trématode Collyriclum faba, notamment lors de ses migrations, le parasite en profitant pour étendre sa répartition.
Le Grimpereau des bois a une espérance de vie moyenne de deux ans, pouvant atteindre 7 ans, l'âge record enregistré étant de 8 ans et 10 mois. Seuls 47,7 % d'adultes survivent chaque année.

## Répartition et habitat

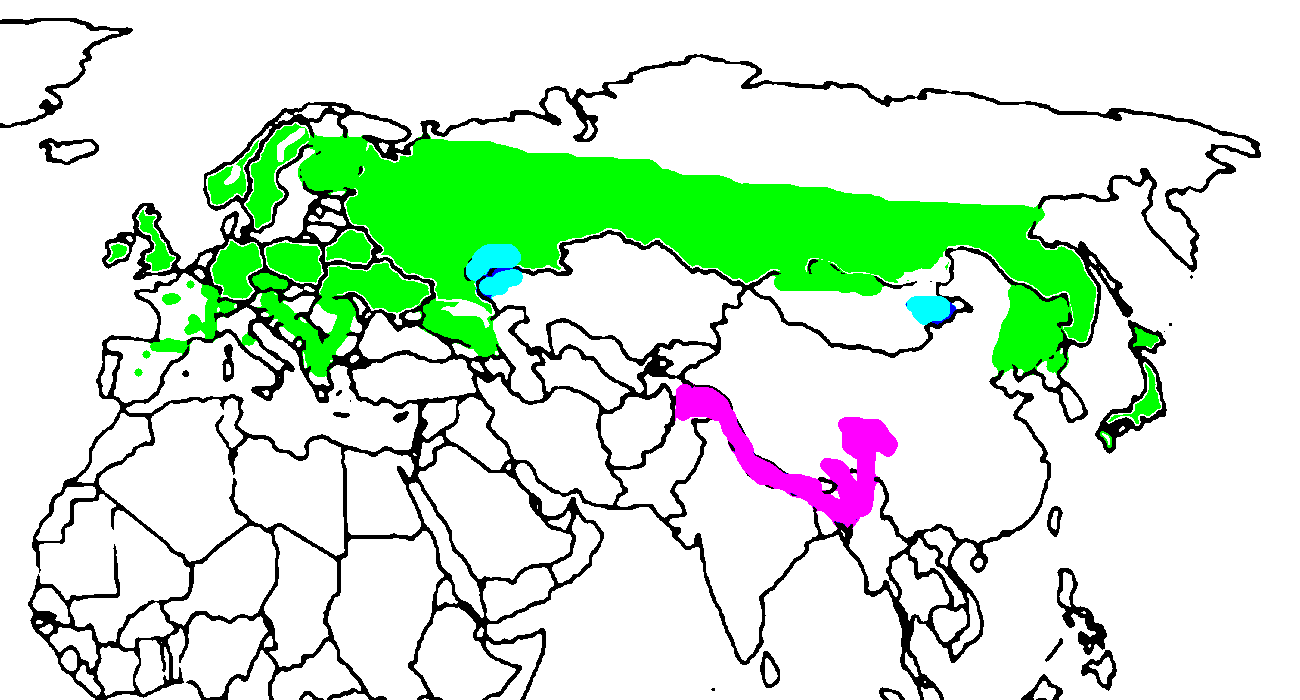
Distribution géographique du Grimpereau des bois :
Résident annuel
Visiteur hivernal
Répartition de la sous-espèce C. f. hodgsoni, souvent considérée comme une espèce à part entière Certhia hodgsoni

| Résident annuel Visiteur hivernal | Répartition de la sous-espèce C. f. hodgsoni, souvent considérée comme une espèce à part entière Certhia hodgsoni |

### Distribution géographique
Le Grimpereau des bois est l'espèce la plus répandue de son genre, avec une aire de répartition estimée à 10 000 000 km2, voire à 20 500 000 km2. Il vit dans les régions boisées et tempérées d'Eurasie, depuis l'Irlande jusqu'au Japon. Le Grimpereau familier s'est étendu à l'ouest jusqu'aux Hébrides extérieures en Écosse, et plus au nord en Norvège, commençant à se reproduire aux Pays-Bas dès 1993.
L'aire de répartition du Grimpereau des bois recoupe celles de plusieurs autres grimpereaux, entraînant immanquablement des problèmes locaux d'identification. En Europe, il partage notamment une grande part de son aire de répartition avec le Grimpereau des jardins.

### Migrations eterratisme
Le Grimpereau familier est une espèce non migratoire dans l'ouest tempéré et dans le sud de son aire de reproduction, mais en hiver, quelques oiseaux des régions nordiques se déplacent vers le sud, et les individus vivant dans les montagnes peuvent descendre à de plus basses altitudes, par exemple dans les Balkans. Ces déplacements hivernaux, ainsi que la dispersion suivant la période de reproduction peuvent mener au vagabondage en dehors de la distribution géographique standard. Par exemple, des oiseaux de la sous-espèce asiatique ayant migré en hiver ont été enregistrés en Corée du Sud et en Chine, et la sous-espèce type a été enregistrée à l'ouest de son aire de répartition jusque dans les Orcades, en Écosse. Il a également vagabondé sur les îles Anglo-Normandes (où l'espèce résidente est normalement le Grimpereau des jardins), à Majorque et aux îles Féroé.

### Habitat

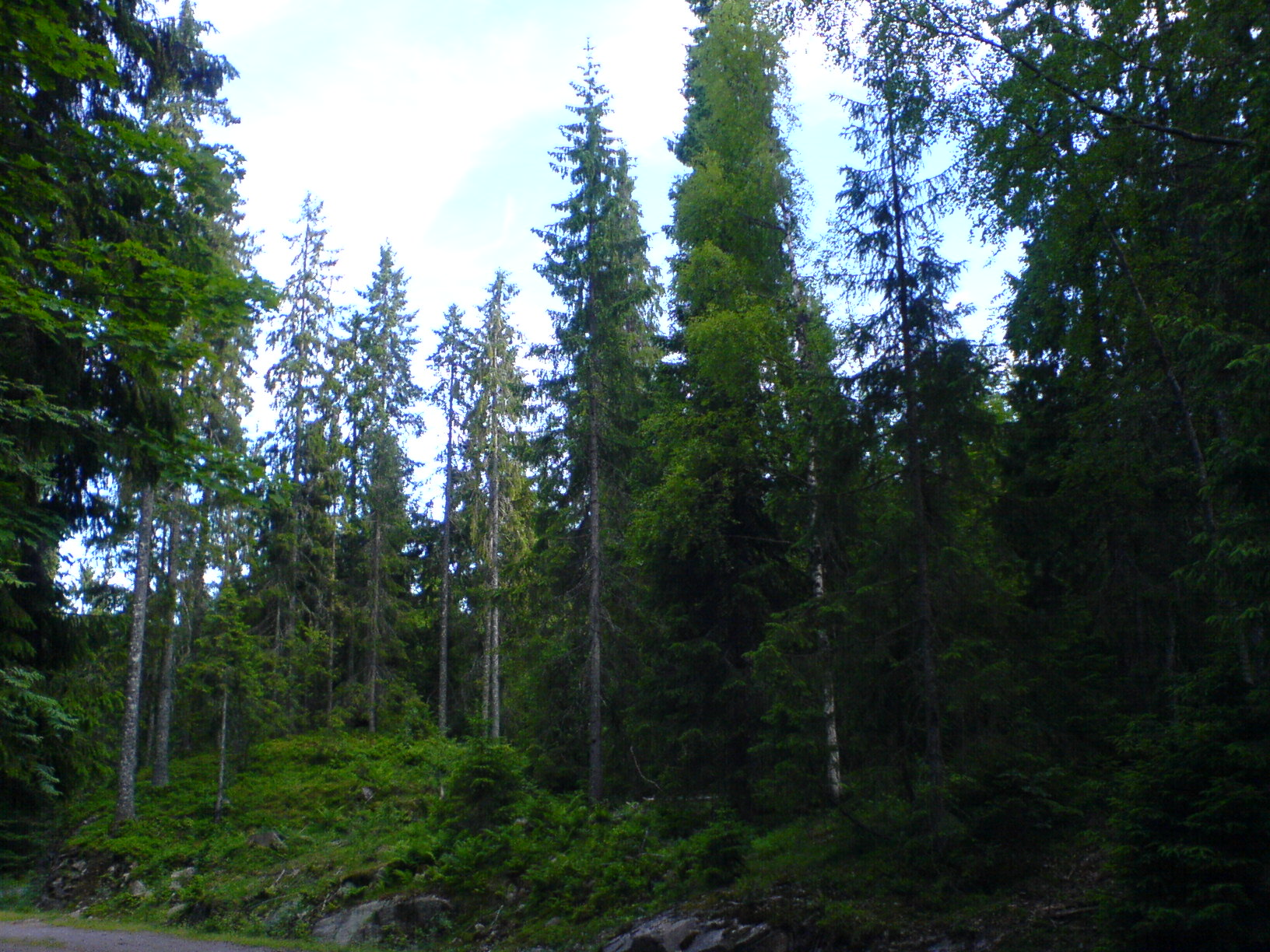
Le Grimpereau des bois apprécie les pessières, ici d'Épicéas communs, en Norvège.

Le Grimpereau des bois préfère les vieux arbres à l'écorce lisse, en forêt dense et garnie d'arbustes. Dans la majeure partie de l'Europe, là où il partage son territoire avec le Grimpereau des jardins, il semble préférer les forêts de conifères, et plus particulièrement les épicéas (pessières) et les sapins. En revanche, là où il est le seul grimpereau, comme dans la partie européenne de la Russie, ou dans les îles Britanniques, il fréquente les bois de feuillus (hêtraies, chênaies), ou les forêts mixtes, de préférence mêlées de conifères, telles les hêtraies-sapinières.
Il se reproduit à de basses altitudes, au niveau de la mer dans le nord de sa répartition, mais dans la partie sud peut nicher en montagne. Dans les Pyrénées par exemple, il se reproduit au-dessus de 1 370 mètres, en Chine entre 400 et 2 100 mètres, et dans le sud du Japon entre 1 065 et 2 135 mètres. Les aires de reproduction sont comprises entre les isothermes 14-16 °C et 23-24 °C en juillet.

## Classification

### Taxinomie
Le Grimpereau des bois a été décrit la première fois sous son nom scientifique actuel par Carl von Linné dans son Systema Naturae, en 1758. Le nom binominal est dérivé du grec kerthios, un petit oiseau vivant dans les arbres mentionné chez Aristote, et du latin familiaris, signifiant « familier » ou « commun ».
Cette espèce est l'une d'un groupe de grimpereaux très semblables, tous placés dans un seul genre, Certhia.

### Sous-espèces et systématique

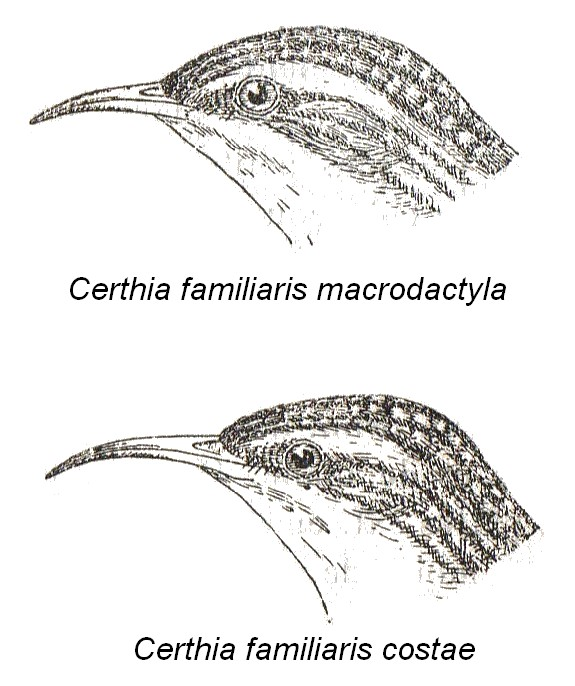
Comparaison entre les têtes de deux sous-espèces du Grimpereau des bois : C. f. macrodactyla et la forme autrefois appelée « C. f. costae ».

Plus d'une vingtaine de sous-espèces, peu différenciées, ont été nommées, mais elles ne sont pas toutes reconnues selon les auteurs. À titre d'exemple, sept seulement sont reconnues par l'ITIS, Avibase en reconnaît une dizaine. Elles se distinguent principalement par leur répartition, les différences de coloration ou de taille étant très ténues. Aux endroits où leurs répartitions se recouvrent, les sous-espèces peuvent s'hybrider entre elles. On distingue une cline systématique dans l'apparence des sous-espèces, de l'est à l'ouest de l'Eurasie, les individus devenant de plus en plus gris dessus et blancs dessous mais cette tendance s'inverse à l'est du fleuve Amour.
Trois sous-espèces posent notamment problème : C. (f.) hodgsoni Brooks, 1871, C. (f.) mandellii Brooks, 1874 et C. (f.) khamensis Bianchi, 1903. C. (f.) hodgsoni est en effet considérée comme une espèce à part entière, le Grimpereau de Hodgson (Certhia hodgsoni), par certains auteurs suivant les travaux de Tietze et al. (2006). Des études portant sur la séquence ADN du cytochrome b du génome mitochondrial, ainsi que sur la structure du chant. C. (f.) mandellii et khamensis seraient alors des sous-espèces de C. hodgsoni. C. f. hodgsoni vit dans la partie occidentale de l'Himalaya, notamment dans le Cachemire. C. (f.) mandellii vit plutôt dans la partie orientale en Inde, au Népal et khamensis en Chine, au Sichuan.
Dix sous-espèces sont reconnues par le congrès ornithologique international :
- C. f. familiaris Linnaeus, 1758, la sous-espèce type. Elle vit en Scandinavie et dans l'est de l'Europe, à l'est jusqu'en Sibérie occidentale. Le dessus est plus pâle que pour la sous-espèce macrodactyla, les parties inférieures sont blanches ;
- C. f. bianchii Hartert, 1905 ;
- C. f. brittanica Ridgway, 1882 vit en Grande-Bretagne et en Irlande. Les grimpereaux irlandais, légèrement plus foncés que les anglais, ont parfois été classés sous le statut de sous-espèce[4] ;
- C. f. caucasica Buturlin, 1907 ;
- C. f. corsa Hartert, 1905, trouvée dans les régions montagneuses de la Corse[3]. Les parties supérieures sont plus chamoisées et les parties inférieures plus contrastées que chez macrodactyla[4]. Ce taxon représente une lignée génétiquement proche de populations du Caucase et représenterait un paléo-endémique de l'île[24] ;
- C. f. daurica Domaniewski, 1922. Cette sous-espèce se trouve dans l'est de la Sibérie et dans le nord de la Mongolie. Elle est plus pâle et plus grise que la sous-espèce type[4] ;
- C. f. japonica Hartert, 1897, vit au Japon, comme le sous-entend sa dénomination spécifique. Elle est plus foncée et plus rousse que daurica ;
- C. f. macrodactyla Brehm, 1831, de protonyme Certhia macrodactyla, vit en Europe de l'Ouest. Le dessus est plus pâle et le dessous plus blanc que chez britannica[4] ;
- C. f. persica Zarudny & Loudon, 1905. Elle vit en Crimée et en Turquie, à l'est jusqu'au nord de l'Iran. Elle est de couleur plus mate et moins rousse que la sous-espèce nominale ;
- C. f. tianschanica Hartert, 1905, vit dans le nord-ouest de la Chine et dans les régions adjacentes à l'ex-URSS. Elle est plus pâle et plus rousse que la sous-espèce type.

Les relations de parenté entre ces différentes sous-espèces ont été étudiées en 2015.
D'autres taxons sont aujourd'hui considérés comme synonymes de l'une ou l'autre des dix sous-espèces précitées :
- C. f. orientalis Domaniewski, 1922, vit dans le bassin de l'Amour, au nord est de la Chine et en Corée. Elle est semblable à la sous-espèce type, avec le dessus plus strié[4] ;
- C. f. pyrenaica Ingram, 1913. Cette sous-espèce a la face supérieure beaucoup plus brune, avec le croupion fauve vif. Elle vit à plus de 1 000 m, dans les Pyrénées[3] ;
- C. f. albescens, reconnue par l'ITIS[21], mais considérée par d'autres comme une sous-espèce de C. americana ;
- C. f. americana[21], taxon reconnu par l'ITIS mais le plus souvent considéré comme une espèce distincte, le Grimpereau brun (C. americana) ;
- C. f. costae ou C. f. costa Bailly, 1847, est un ancien taxon, qui n'est plus utilisé. Cette sous-espèce est légèrement plus grande que la sous-espèce type, avec le bec plus long. Les motifs du plumage sont plus dessinés. Elle vit dans les forêts de conifères, aux altitudes de plus de 1 000 m, dans les Alpes[3] ;
- C. f. gerbei Jouard, 1930 ;
- C. f. leucosticta, reconnue par l'ITIS[21], mais considérée par d'autres comme une sous-espèce de C. americana ;
- C. f. montana, reconnue par l'ITIS[21], mais considérée par d'autres comme une sous-espèce de C. americana ;
- C. f. nigrescens, reconnue par l'ITIS[21], mais considérée par d'autres comme une sous-espèce de C. americana ;
- C. f. occidentalis, reconnue par l'ITIS[21], mais considérée par d'autres comme une sous-espèce de C. americana ;
- C. f. rhenana Kleinschmidt, 1900 ;
- C. f. tianquanensis Li, 1995, a été élevé au rang d'espèce en 2002. Ce taxon est désormais synonyme de Certhia tianquanensis, le Grimpereau du Sichuan ;
- C. f. zelotes, reconnue par l'ITIS[21], mais considérée par d'autres comme une sous-espèce de C. americana.

## Le Grimpereau des bois et l'Homme

### Menaces et conservation

#### Statut
Il est commun dans une grande partie de sa répartition, sa population européenne étant à elle seule comprise entre 11 et 20 millions d'individus. Il se raréfie dans les secteurs les plus septentrionaux, étant vulnérable aux hivers rudes, plus particulièrement si son alimentation est perturbée par la glace se déposant sur les arbres, ou par la pluie verglaçante. Il est rare également en Turquie et dans le Caucase. Même si les tendances de l'évolution de ses populations ne sont pas connues précisément, il ne connaît pas de déclin numérique supérieur à 30 % en 10 ans ou en trois générations, et est donc classé par l'UICN en LC (préoccupation mineure),.

#### Dépendances et sensibilité au biotope
Les menaces potentielles pesant sur les grimpereaux sont liées à leur dépendance d'espèces clés, elles-mêmes dépendantes du bois mort qui s'est beaucoup raréfié au XXe siècle du fait d'une sylviculture souvent intensive. Les pics par exemple, par leur activité excavatrice, peuvent jouer un rôle au niveau de leur alimentation, fournissant par ailleurs au grimpereau des emplacements pour nidifier.
Mais la menace la plus grande pour le Grimpereau des bois, tout autant que pour le Grimpereau des jardins et le Grimpereau brun, est due à la grande sensibilité de ces espèces à la structure de leur biotope et à la taille des boisements qu'elles habitent et à leur richesse en gros bois indispensables à la nidification et en bois mort qui se trouvent principalement dans les rares peuplements forestiers âgés. Il peut également être victime de sa stratégie alimentaire, à savoir une spécialisation sur les troncs lui fournissant une nourriture beaucoup moins abondante que dans les frondaisons, qui le force à prospecter sur de vastes territoires. Cette particularité le rend sensible à la déforestation, et plus précisément à la fragmentation de l'habitat forestier.
Ces oiseaux sont si sensibles à ces paramètres que ceux-ci se reflètent dans leur stress physiologique, notamment au niveau de leur défense immunitaire. Ils peuvent ainsi servir d'indicateurs biologiques de la structure d'un biotope, mettant en évidence les mauvaises gestions forestières ou aidant dans certains projets de gestion conservatoire qui en font parfois même un enjeu.
Comme les pics et toutes les espèces dépendantes du bois mort, le Grimpereau des bois profite de la restauration des bois morts et arbres sénescents en forêt, quand elle existe ; c'est ce qu'ont montré les monitorings de la « Station ornithologique suisse » : les populations reproductrices des espèces forestières dépendantes de plusieurs types de bois mort (Pic noir, Pic épeiche, Pic mar, Pic épeichette, Pic vert, Pic tridactyle ainsi que Mésange huppée, Mésange boréale et Grimpereau des bois) se sont confortées - de 1990 à 2008 - là où le bois mort a été conservé (bien dans une mesure variant selon ces espèces). Le Pic à dos blanc a même fortement élargi son aire dans l’est de la Suisse. Pour toutes les espèces suivies, hormis pour le Pic vert et le Pic mar, la disponibilité croissante en bois mort semble être le facteur explicatif le plus important. Ces espèces consommant les insectes parasites des arbres, on peut supposer que la résilience écologique des forêts en sera améliorée.

### Philatélie
L'oiseau figure sur certains timbres, par exemple d'Albanie en 1964, et des États fédérés de Micronésie.